# The Windsors/Episodenliste
Diese Episodenliste enthält alle Episoden der britischen Parodie-Britcom The Windsors, sortiert nach der britischen Erstveröffentlichung auf dem Fernsehsender Channel 4. Die Fernsehserie umfasst derzeit drei Staffeln mit jeweils sechs, also insgesamt achtzehn Episoden und zwei Specials. International erscheint sie mit Untertiteln auf Netflix, wo die Specials in der zweiten Staffel enthalten sind.

## Übersicht
| Staffel   | Episoden- anzahl | Erstveröffentlichung UK | Erstveröffentlichung UK | Erstveröffentlichung Deutschland |
| Staffel   | Episoden- anzahl | Premiere                | Finale                  | Erstveröffentlichung Deutschland |
| --------- | ---------------- | ----------------------- | ----------------------- | -------------------------------- |
| 1         | 6                | 6. Mai 2016             | 3. Juni 2016            | 15. Dezember 2017                |
| Special 1 | Special 1        | 23. Dezember 2016       | 23. Dezember 2016       | 15. Dezember 2017                |
| 2         | 6                | 5. Juli 2017            | 16. August 2017         | 15. Dezember 2017                |
| Special 2 | Special 2        | 15. Mai 2018            | 15. Mai 2018            | 15. Dezember 2017                |
| 3         | 6                | 25. Februar 2020        | 31. März 2020           | 1. April 2020                    |
| Special 3 | Special 3        | 30. April 2023          | 30. April 2023          | –                                |

## Staffel 1
| Nr. (ges.) | Nr. (St.) | Deutscher Titel | Originaltitel | Erstausstrahlung UK | Deutschsprachige Erstveröffentlichung (D) |
| --- | --------- | --------------- | ------------- | ------------------- | ----------------------------------------- |
| 1 | 1         | Folge 1         | Episode 1     | 6. Mai 2016         | 15. Dez. 2017                             |
| Camilla sieht mit Groll, dass Kate und Wills beliebter als sie und Charles sind. Nachdem Wills, der verdeckt in einem Café arbeitet, um den Bürgern nah zu sein, die Gelegenheit erhält, einen Helikopter zu fliegen, will er wieder Pilot sein, was sein Vater verbietet. Um ihre Rolle in der Familie zu finden, hilft Kate Harry bei der Planung eines Wohltätigkeits-Kostümballs, während ihre Schwester, um an Geld zu kommen und zu kriegen, was Kate hat, mit Harry schläft. Beatrice und Eugenie wollen mit Makeup-Tutorials auf YouTube bekannter werden und schleusen ihre Mutter auf den Ball. Wills muss mit einem Helikopterflug einem Bürger das Leben retten, kommt dadurch aber fast zu Kates Auftritt zu spät. Diese begeht mit dem Kostüm, das Camilla ihr gegeben hat, einen großen Fauxpas. |           |                 |               |                     |                                           |
| 2 | 2         | Folge 2         | Episode 2     | 6. Mai 2016         | 15. Dez. 2017                             |
| Nachdem Kate und Wills ein Zentrum für afrikanische Flüchtlinge besucht haben, landet Kate im Krankenhaus, ohne es ihrem Mann zu sagen, der beim Luftrettungsdienst anfängt. Während er allein zuhause ist, versucht Pippa, ihn zu verführen. Obwohl Verdacht auf Ebola besteht, macht Kate einen Staatsbesuch im Norden Englands, bei dem sie sich vor den Bürgern erbricht, während auch Camilla da ist. Sie wird schließlich durch Tony Blair in einem geschrumpften U-Boot in ihrem Körper geheilt. Weil die Gesichtsfarbe nicht mehr abgeht, gehen Beatrice und Eugenie in Burkas shoppen, wobei sie von einem reichen Araber angesprochen werden. Als sie danach Reisepässe in den Nahen Osten bei sich liegen haben, glaubt ihre Mutter, sie seien radikalisiert worden, und mit der Hilfe von Edward und Harry, der Gefühle für Pippa entwickelt (oder das Reizdarmsyndrom), stürmt sie die Wohnung des Arabers, der sich als Reiseberater herausstellt. Wills wendet mit einer Rede in der Wohnung ein Pressedebakel ab, muss später aber erfahren, dass sein Vater ihn von der Luftrettung entlassen ließ. Camilla enthüllt, dass sie schwanger ist. |           |                 |               |                     |                                           |
| 3 | 3         | Folge 3         | Episode 3     | 13. Mai 2016        | 15. Dez. 2017                             |
| Beatrice und Eugenie starten eine Mobile Dating-App für Adlige mit dem Ziel, ihre Eltern wieder zu verkuppeln, und schicken diese auf ein Blind Date. Prinz Andrew, der dauernd anderen Streiche spielt, droht ein Skandal, weil er sich vor Hillary Clinton entblößt hat. Er kann aber seine Beziehungen spielen lassen, um die Geschichte verdeckt zu halten, unter der Bedingung, dass Fergie nach Amerika verbannt wird, damit sie nicht mehr in britischen Talkshows auftritt. Ein Schwarzer namens Richard behauptet, ein Sohn von Charles und einer Sängerin der Three Degrees zu sein, was durch einen DNA-Test bestätigt wird, wodurch Wills nicht mehr der Zweite in der Thronfolge ist. Er verlässt die Familie und zieht mit Kate in eine Doppelhaushälfte in Rickmansworth. Als Harry mit Pippa die australische Botschaft besucht, wird er mit der Tochter des australischen Premierministers Malcolm Turnbull verlobt, doch bei der Trauung lässt er sie vor dem Jawort wegen seiner Gefühle für Pippa sitzen. Richard, dem Camilla ein Motorrad geschenkt hat, verunglückt damit, sodass Wills wieder zur Familie gehört. |           |                 |               |                     |                                           |
| 4 | 4         | Folge 4         | Episode 4     | 20. Mai 2016        | 15. Dez. 2017                             |
| Als Harry Pippa wiedertrifft und ihr sagt, dass er nicht verheiratet, sondern immer noch single ist, erfährt er, dass sie wiederum verlobt ist – mit einem Mann, der Harry ziemlich ähnlich sieht. Darauf betrinkt er sich so sehr, dass er im Rausch auf einem Schiff nach Riga fährt und sich dort entblößt, was ihn in eine psychiatrische Klinik bringt. Er ruft Edward zu Hilfe, der, statt die Botschaft zu benachrichtigen, selbst in Riga erscheint. Wieder frei kreuzt Harry bei Pippa auf, die sich für ihn entscheidet. Nachdem Camilla von ihrem Arzt erfährt, dass sie doch nicht schwanger ist, schlägt Charles vor, dass sie adoptieren könnten, doch die Adoptionsagentur lehnt sie nach einem Interview ab. Als neue Aufgabe nimmt Wills sich der Royal Variety Show an und vernachlässigt dafür Kate, die sich wiederum mehr dem Erzbischof von Canterbury Justin Welby zuwendet, worauf es zu einem Kuss kommt, den Pippa fotografiert. Nachdem sie diese Fotos Wills zeigt, muss Kate sich zwischen den beiden Männern entscheiden. Weil sie und Eugenie wegen der App verklagt werden, sucht Beatrice sich richtige Arbeit, aber kommt mit einem Bürojob nicht zurecht; doch Eugenie holt sie dort rechtzeitig zu Wills' Variety Show raus. Nach der Show ist Wills unzufrieden damit, dass er das Lob für die Arbeit der Künstler einheimsen soll, und fordert live vor den Kameras vom britischen Premierminister ein Referendum zur Abschaffung der Monarchie. |           |                 |               |                     |                                           |
| 5 | 5         | Folge 5         | Episode 5     | 27. Mai 2016        | 15. Dez. 2017                             |
| David Cameron hat den Termin für das Referendum in einem Monat festgesetzt und die Königsfamilie teilt sich in zwei Lager: Charles und Camilla für das Behalten der Monarchie und Wills und Kate für die Abschaffung, die von der restlichen Familie unterstützt werden. Nach einer Fernsehdebatte zwischen Charles und Wills liegt letzterer vorn. Camilla wirbt Pippa, die Harrys Heiratsantrag angenommen hat, um ihre eigene königliche Hochzeit zu haben, für ihr Team ab. Als Harry bei einer Veranstaltung von Wills für die Abschaffung eine Rede halten soll, plädiert er stattdessen dafür, die Monarchie zu behalten, und bewegt das Volk zum Umschwung. Bei einer Debatte zwischen den First Ladies Camilla und Kate enthüllt Camilla geheime Informationen, die Fergie ihr beschafft hat: Seiten aus Kates Tagebuch, die besagen, dass diese einen Mann getötet hat. Kate greift daraufhin Camilla an. Die Umfragen prophezeien nun einen Erdrutschsieg für die Monarchie, doch nach der Wahl wird überraschend verkündet, dass die Seite der Abschaffung gewonnen hat. Camilla und Charles bereiten sich darauf vor zu fliehen. |           |                 |               |                     |                                           |
| 6 | 6         | Folge 6         | Episode 6     | 3. Juni 2016        | 15. Dez. 2017                             |
| Das Land ist unter George Osborne als Premierminister heruntergekommen und soll an China verkauft werden. Beatrice und Eugenie kämpfen in einer Art Hungerspiele für Adlige. Doch alles stellt sich nur als schlechter Traum von Wills heraus. Tatsächlich hat das Volk dafür gewählt, die Monarchie zu behalten, unter der Bedingung, dass eine Generation übersprungen und Wills der nächste König wird. Dieser will mit Kate ihre Ehegelübde erneuern. Während Kate dies ihrer Schwester berichtet, lobt Harry ihren Hintern, worauf Pippa sich beleidigt von ihm trennt. Auf Wills' und Kates Trauungsfeier kommen Andrew und Fergie wieder zusammen und Harry und Pippa versöhnen sich wieder. Im Keller platziert Camilla eine Bombe und knockt Pippa aus. Während Camilla versucht, Charles zur Flucht mit ihr zu bewegen, finden Wills, Kate und Harry auf der Suche nach Pippa die Bombe, die Wills erfolgreich entschärft. Er tritt dafür ein, dass Camilla eine zweite Chance erhalten soll. |           |                 |               |                     |                                           |

## Weihnachts-Special
| Nr. (ges.) | Nr. (St.) | Deutscher Titel   | Originaltitel     | Erstausstrahlung UK | Deutschsprachige Erstveröffentlichung (D) |
| --- | --------- | ----------------- | ----------------- | ------------------- | ----------------------------------------- |
| 7 | 1         | Christmas-Special | Christmas Special | 23. Dez. 2016       | 15. Dez. 2017                             |
| Die Windsors feiern Weihnachten in Sandringham House mit der freudlosen Anne, die an den Traditionen der Queen Mum festhält. Kate möchte das Mittagessen kochen, was sie dank einer Küche ohne moderne Geräte, Annes Eigenheiten und Camillas Schikanen, durch die Kate etwa zusätzlich andauernd neue Kleider für sich aus dem nichts kreieren muss, heillos überfordert und hysterisch macht, worauf Anne sie eigenständig lobotomisieren will, was nur die gemeinsame Liebe zu Pferden abwendet. Beatrice und Eugenie, die mit ihrer Mutter im Stall unterkommen, nehmen dort ein Weihnachtslied auf, um ihren Vater nach Hause zu holen, was auch gelingt. Andrew macht Fergie einen Antrag, den sie annimmt, aber ihre Töchter und sie erkennen bald, dass er es nur zur Steuervermeidung getan hat. Harry und Pippa helfen in der Suppenküche aus, wo sie Ellie Goulding treffen und Harry die Obdachlosen zum Essen mit der Königsfamilie einlädt. Nach einem Kampf mit Ellie, die Pippa als Rivalin um Harry sieht, trennt diese sich von ihm und schnappt sich stattdessen einen der Obdachlosen, der sich als Milliardär herausstellt. Wills erscheint der Geist George III., der ihn überzeugt, dass sein Vater der nächste König sein sollte, dem er darauf die Krone schenkt. Sogleich muss Charles für die Queen einspringen und die Königliche Weihnachtsansprache halten, bei der er der EU den Krieg erklärt. Einen Nuklearangriff auf England kann er nur abwenden, indem er gegenüber dem elektronischen Verteidigungssystem zugibt, dass er und die Monarchie völlig irrelevant sind. |           |                   |                   |                     |                                           |

## Staffel 2
Ab dieser Staffel gehört Meghan Markle als Harrys neue Freundin zur Besetzung.
| Nr. (ges.) | Nr. (St.) | Deutscher Titel | Originaltitel | Erstausstrahlung UK | Deutschsprachige Erstveröffentlichung (D) |
| --- | --------- | --------------- | ------------- | ------------------- | ----------------------------------------- |
| 8 | 1         | Folge 1         | Episode 1     | 5. Juli 2017        | 15. Dez. 2017                             |
| Theresa May beauftragt Camilla und Charles, ein Staatsdinner für den Staatspräsident der Volksrepublik China Xi Jinping auszurichten, damit sie einen Handelsvertrag abschließen kann. Beeindruckt von ihr will Camilla in May ihre erste Freundin gewinnen. Harry stellt seine neue Freundin Meghan Markle seiner Familie vor, aber glaubt durch ein Missverständnis, dass sein Vater (er sprach von May) sie nicht mag. William versucht sich als selbständiger Vater ohne Nanny, ist aber damit überfordert, im Park auch noch auf weitere Kinder aufzupassen. Pippa hat ihre Schwester mit einem Fluch belegt, dass sie Gold nicht anfassen kann, aber ihre gute Tat, Harry zu erzählen, dass Charles Meghan doch mag, bricht ihn, sodass Kate dem Ehrengast ein Geschenk aus Gold überreichen kann. Beim Dinner beleidigt May Charles und Camilla, worauf die beiden Frauen miteinander kämpfen, was den Handelsvertrag absichert. |           |                 |               |                     |                                           |
| 9 | 2         | Folge 2         | Episode 2     | 12. Juli 2017       | 15. Dez. 2017                             |
| Harry eröffnet einen Nachtclub und stellt Beatrice und Eugenie als Türwächter ein und Kate als DJ, womit sie sich neben ihren royalen Pflichten aber übernimmt. Wills muss seine Grundausbildung als Pilot nachholen und lernt den Neckereien seiner Kollegen entgegenzutreten. Schließlich muss er gegen den Ausbilder in den Boxring, aber verlässt diesen vorzeitig, als Kate im Club umkippt und seine Hilfe braucht. Um ihre Beliebtheit zu steigern, verkündet Camilla, dass sie eine Niere an ein 12-jähriges Kind spenden will. Ihr Plan, das Kind vorher umkommen zu lassen, scheitert. Als sie im Krankenhaus erwacht, erfährt sie aber, dass ihr keine Niere entnommen wurde, denn bei ihr wurde eine Tropenkrankheit festgestellt, da Charles im Garten wilde Tiere als Ersatz für Pestizide ausgesetzt hat. |           |                 |               |                     |                                           |
| 10 | 3         | Folge 3         | Episode 3     | 19. Juli 2017       | 15. Dez. 2017                             |
| Charles und Wills bereiten sich in Sandringham zur Fasanenjagd vor, der Kate ablehnend gegenüber steht. Anne hat in einem Turmzimmer 68 Jahre lang den älteren Zwillingsbruder von Charles namens Chuck eingesperrt, der von Wills befreit wird. Er will ihn aufgrund seiner Superempathie zum rechtmäßigen König machen und Camilla will, nachdem sie Sex mit Chuck hatte, Charles durch ihn ersetzen. Während Kate bei der Jagd einen Vogel schießt, kann Camilla sich nicht überwinden, Charles zu erschießen. Weil Pippas neuer Freund Johnny Harry um seinen Nachtclub betrogen hat, bringt Anne Harry dazu, ihn zu einem Duell mit Pistolen herauszufordern. Johnny darf zuerst schießen und trifft Harry an der Stelle des Herzens, doch die Kugel traf nur einen Flachmann. Harrys Schuss geht weit daneben und trifft Chuck, der in den Armen von Charles stirbt. Beatrice und Eugenie halten unterdes in einem Stahlwerk eine Motivationsrede zu Social Media. Das einzige, worin sie die Arbeiter vereinigt haben, ist aber deren Meinung, wie schlecht die Rede war und wie nutzlos die Prinzessinnen sind, die nie selbst gearbeitet haben. |           |                 |               |                     |                                           |
| 11 | 4         | Folge 4         | Episode 4     | 26. Juli 2017       | 15. Dez. 2017                             |
| Camilla lässt Edward eine falsche Magna Carta vergraben. Als Pippas Freund sein Vermögen verloren hat, wendet sie sich wieder Harry zu. Der will Meghan damit beeindrucken, arbeiten zu gehen, und wird von Andrew als Praktikant eingespannt. In Frauenkleidung soll er bei einem schmutzigen Deal helfen. Pippa rettet ihn, aber Harry bleibt bei seiner Liebe zu Meghan. Als Johnny die Nachricht hat, dass er wieder reich ist, muss sie ihren Trennungsbrief vernichten. Weil Fergie neue Memoiren schreiben soll, machen ihre Töchter sie betrunken, um ihr Geschichten zu entlocken. Sie erzählt, dass Charles über sie hergefallen sein soll, was Beatrice und Eugenie sofort drucken. Dann gesteht ihre Mutter, dass es nicht wahr ist, denn sie hat Gedächtnisschwund. Wills und Kate besuchen mit Charles das von ihm konzipierte Dorf Poundbury, das sich zu stark an traditioneller Architektur orientiert und daher den Bürgern keine Heizung oder Strom noch funktionierende Sanitäranlagen bietet. Während Kate einem Zigeuner aus ihrer Vergangenheit begegnet, der behauptet, dass sie verheiratet sind, organisiert Wills die Bürger zu einer Genossenschaft, die Charles aber zumindest als formelles Oberhaupt behalten will. Nachdem Camilla für Kate den Zigeuner entsorgt hat, berichten die Nachrichten, dass die neue Magna Carta gefunden wurde, die besagt, dass Großbritannien nicht vom Premierminister, sondern der Königsfamilie regiert werden soll. |           |                 |               |                     |                                           |
| 12 | 5         | Folge 5         | Episode 5     | 2. Aug. 2017        | 15. Dez. 2017                             |
| Da die Erste Ministerin Schottlands Nicola Sturgeon die Unabhängigkeit Schottlands erklären will, besucht Theresa May Camilla und Charles im Balmoral Castle, damit diese ihr helfen, Schottland im Königreich zu halten. Charles kommt dadurch bei den Schotten gut an, dass er keine Unterwäsche unter seinem Kilt trägt und so seine Genitalien entblößt. Kate will dem Drogenproblem in Schottland entgegentreten und streamt dafür, wie sich selbst Heroin spritzt. Wills wird in den Highlands von einer Schottin namens Flame angeschossen, die sich als Sturgeon im Urlaub herausstellt und sich in ihn verliebt. Von diesen Gefühlen für einen Engländer inspiriert verkündet sie schließlich den Verbleib Schottlands im Königreich, Nachdem Meghan dank Harrys Einfluss eine neue Fernsehrolle erhält, gelingt es Pippa, sie gegen ihn aufzubringen, sodass Meghan nach Los Angeles abreist. Beatrice und Eugenie bekommen Besuch vom Premierminister Kanadas Justin Trudeau und wollen ihn kaum gehen lassen. |           |                 |               |                     |                                           |
| 13 | 6         | Folge 6         | Episode 6     | 16. Aug. 2017       | 15. Dez. 2017                             |
| Theresa May liegt dank Camilla im Koma, sodass Charles nach der neuen Magna Carta absoluter Alleinherrscher sein soll, was Wills für keine gute Idee hält. Camilla und Charles brauchen nur die Unterstützung eines Staatsoberhauptes, um anerkannt zu werden – da macht gerade US-Präsident Donald Trump einen Staatsbesuch. Wills und Kate finden durch Edward heraus, dass die Magna Carta gefälscht ist, doch Camilla hält sie davon ab, es öffentlich zu machen, indem sie Wills verrät, dass Kate bereits verheiratet ist, worauf sich das junge Paar entzweit. Als Deal bietet Trump sein Endorsement an, wenn er einmal mit Camilla ins Bett darf, worauf sie sich einlässt. Harry bereitet sich darauf vor, zu Meghan nach Los Angeles zu fahren, und Pippa auf ihre Hochzeit mit Johnny, allerdings versucht sie Harry klarzumachen, dass sie diese eigentlich gar nicht will und er sie aufhalten soll. Während die Trauung stattfindet, erkennt Harry im Stau sitzend, was Pippa meinte, doch sein Anruf bleibt erfolglos und sie wird verheiratet. Beim Hochzeitsempfang einigen sie sich darauf, dass sie seine Geliebte wird. Als Wills und Kate sich wieder versöhnen, hat Kate die Idee, wie sie die absolute Monarchie aufhalten können: Wills küsst Theresa May wieder wach, sodass diese erscheint, bevor Trump sein Endorsement verkünden kann. Sie wiederum gibt bekannt, dass sie die Monarchie abschaffen will, was Wills Zustimmung erhält.                  |           |                 |               |                     |                                           |

## Hochzeits-Special
Dieses Special behandelt die tatsächliche Hochzeit von Prinz Harry und Meghan Markle, die am 19. Mai 2018 stattfand.
| Nr. (ges.) | Nr. (St.) | Deutscher Titel | Originaltitel         | Erstausstrahlung UK | Deutschsprachige Erstveröffentlichung (D) |
| --- | --------- | --------------- | --------------------- | ------------------- | ----------------------------------------- |
| 14 | 1         | Wedding-Special | Royal Wedding Special | 15. Mai 2018        | 15. Dez. 2017                             |
| In Los Angeles nimmt Meghan Harrys Heiratsantrag an. Mit Charles' Hilfe erhoffen sie die Zustimmung von Meghans Mutter. Bei dem gemeinsamen Junggesellenabschied geht Harry aber verloren und landet betrunken im Gefängnis. Zum Missfallen ihrer Mutter will Meghan ihn dennoch weiterhin heiraten. In England wünscht Kate, dass Wills eine Vasektomie vornimmt, doch der bekämpft lieber den Obdachlosenfänger im Park von Windsor Castle. Währenddessen wird Kate, die sich Sorgen macht, ob sie in ihr Kleid passt, von ihrer Schwester gemästet. Traurig, dass Eugenie einen Verlobten hat und sie nun allein ist, trifft Beatrice den anti-monarchischen Oppositionsführer Jeremy Corbyn und kommt mit ihm zusammen. Fergie erhält ein Angebot, fürs amerikanische Fernsehen die Hochzeit zu kommentieren, aber auch eine Einladung von Harry für das Fest. Als das Paar wieder in England angekommen ist, versucht Camilla die „Fab Four“ auseinanderzubringen, indem sie (die wieder dünne) Kate und Meghan zerstreitet, während Harry damit verunsichert wird, dass er als verheirateter Mann es nicht mehr so wild treiben können wird, wodurch er kalte Füße kriegt. Zur Hochzeit schenkt Pippa Meghan eine Brosche, die ihr ein langsames Gift injiziert. Nach einem Streit mit Charles droht Corbyn, die Monarchie abzuschaffen, wenn er gewählt wird, und trennt sich von Beatrice. Als das Gift beginnt zu wirken, bringt ihre Liebe zu Harry Pippa schließlich doch dazu, Meghan das Gegengift zu verabreichen, und Kate und Meghan versöhnen sich wieder. |           |                 |                       |                     |                                           |

## Staffel 3
In der dritten Staffel, die sich stärker aktuellen Entwicklungen bei den Royals widmet, zählt Meghan zu den Hauptfiguren, während Harry wegen „kollidierender Verpflichtungen“ des bisherigen Schauspielers Goulding umbesetzt wurde. In der Handlung wurde zwischenzeitlich bereits der Brexit vollzogen. Behandelt werden angebliche Streitigkeiten zwischen den „Fab Four“. Auch wenn Meghan und Harry sich zum Ende von der britischen Königsfamilie in die Vereinigten Staaten zurückziehen, verarbeitet dies nicht ihren tatsächlichen Rücktritt als hochrangige Mitglieder (auch Megxit genannt), da die Staffel bereits vorher geschrieben und gefilmt worden war.
Eugenie ist nun mit ihrem Gatten Jack Brooksbank verheiratet, während Beatrice ihren Edoardo Mapelli Mozzi im Verlauf der Staffel kennenlernt und heiratet. In Bezug auf ihren Vater Prince Andrew wird dessen Freundschaft mit dem Sexualstraftäter Jeffrey Epstein thematisiert.
| Nr. (ges.) | Nr. (St.) | Deutscher Titel | Originaltitel | Erstausstrahlung UK | Deutschsprachige Erstveröffentlichung (D) |
| --- | --------- | --------------- | ------------- | ------------------- | ----------------------------------------- |
| 15 | 1         | Folge 1         | Episode 1     | 25. Feb. 2020       | 1. Apr. 2020                              |
| Nach dem Brexit sind Land und Volk gespalten und aufgebracht. Während die jüngeren Royals Wills und Kate, Harry (der dem Alkohol abgeschworen hat) und Meghan – genannt die „Fab Four“ – im Auftrag der Regierung das Volk wieder aufmuntern sollen, beschließen die älteren Royals Charles, Anne, Andrew und Edward zu streiken. Charles bittet Wills um Unterstützung beim Streik, doch um das Land zu vereinen, eröffnet der stattdessen die Chelsea Flower Show. Gerade als Charles' Geschwister ohne Wills und Kates Hilfe nachgeben wollen, kommt die Nachricht, dass die Regierung dies bereits getan hat, weil der Minister keine königlichen Aufgaben mehr übernehmen will. Nach einer Rede von Meghan bei einem gemeinsamen Fernsehauftritt nutzt Camilla Kates Reaktion, um die beiden zu zerstreiten, worauf Meghan die Trennung der Häuser Sussex und Cambridge. Da Eugenie mittlerweile verheiratet ist, soll Beatrice ihre nächste Geschäftsidee GinVoddieRum zunächst angehen, doch nachdem herauskommt, dass Jack gefeuert worden ist, steigen er und Eugenie mit ein. Die Schwestern geben Meghan und Harry den Rat, Kate und Wills noch eine Chance zu geben und die Fab Four sind wieder versöhnt. |           |                 |               |                     |                                           |
| 16 | 2         | Folge 2         | Episode 2     | 3. März 2020        | 1. Apr. 2020                              |
| Charles und Camilla besuchen mit Wills und Kate die Middletons, die den Partyservice Party Pieces betreiben, um den Geburtstag von Kates Vater zu feiern. Wills empfindet seinen Vater als Snob und fühlt sich dem bürgerlichen Mike näher, sodass, während Kate als Geburtstagsgeschenk wünscht, dass ihr Vater zum Herzog geadelt wird, Wills auf seine Krone verzichten und beim Partyservice arbeiten will. Mike hat für diesen Puppen der Royals entwickelt, doch weil sich die von Charles und Camilla nicht verkaufen, will er deren Köpfe durch Wills und Kate ersetzen. Als Charles dies mithört, glaubt er, Mike will ihn und Camilla tatsächlich köpfen. Diese erfährt von Kates Mutter Carol, dass sie nur Queen Consort werden würde. Sie versucht, Kates Eltern zu vergiften, was von Charles und Wills verhindert wird, nachdem sie von den Puppen erfahren. Fergie besucht mit ihren Töchtern das Glastonbury Festival, hat aber nur zwei Tickets für den VIP-Bereich, worauf Beatrice sich im Bereich für gewöhnliche Besucher aufhalten muss. Dort verliebt sie sich in einen Bürgerlichen, entscheidet sich aber doch für ihre Familie, als Fergie noch ein VIP-Ticket auftreibt. Harry stößt in einem Pub zufällig auf Pippa, was bei Meghan Misstrauen weckt. |           |                 |               |                     |                                           |
| 17 | 3         | Folge 3         | Episode 3     | 10. März 2020       | 1. Apr. 2020                              |
| Als Charles Camilla ein Manifest seiner absonderlichen Ideen für ein Herrscherleben präsentiert, muss sie ihm erklären, dass diese der Unsinn eines exzentrischen Spinners sind, also fahren sie auf Entdeckungsreise, um herauszufinden, was das Volk wirklich von ihm hält. An einer Tankstelle treffen sie den blinden Betreiber, der, weil er sie nicht erkennt, Charles’ Ideen nach ihrem Wert beurteilen kann. Wills möchte seinen Duke-of-Edinburgh-Award erlangen, für den Edward verantwortlich ist. Sie gehen dafür in die freie Natur, wo Wills eine physisch anstrengende Aufgabe sucht. Ein Bauer verpflichtet ihn daher, seine Steckrüben abzuernten, und sperrt sie als Sklaven ein. Doch Wills kann sie befreien und erhält von Edward zwar keinen Award, aber eine Teilnahmebescheinigung. Indes verhält Kate sich auf einer Tour mit Meghan auffallend antifeministisch, sodass Meghan entdeckt, dass Kate durch einen Roboter ersetzt wurde. Als die echte dazustößt, braucht Meghan lange, um sie auseinanderzuhalten, aber schließlich überwältigen sie den Roboter. In einem Gespräch mit dem Blinden erkennt Charles, dass Camilla recht hatte, und sie fahren wieder heim – gerade rechtzeitig für Camilla, die noch verhindern kann, dass der Roboter sie als Übeltäterin verrät. Eugenie wurde für eine Kunstgalerie angestellt, doch Beatrice vermutet, dass die Galerie nur ihren Prinzessinnenstatus ausnutzen will. Nachdem sie sich in der Pause betrunken haben, hält Eugenie ein Penis-Graffiti für ein Werk von Banksy und verkauft es für eine Million, erkennt dann aber die Wahrheit. |           |                 |               |                     |                                           |
| 18 | 4         | Folge 4         | Episode 4     | 17. März 2020       | 1. Apr. 2020                              |
| Charles will als neuer Verteidiger des Glaubens alle Religionen gleich behandeln und erhält daher von der Church of Satan eine Einladung, die nächste schwarze Messe abzuhalten. Bei dieser beschwört er tatsächlich den Teufel, der in ihn fährt, um als Herrscher des Empires Weltmacht zu erlangen. Camilla kann den Teufel bei einem Exorzismus austreiben, indem sie ihm erklärt, dass die britische Monarchie keine Macht hat. Die Renovierungsarbeiten bei Wills und Kate werden zu teuer, sodass er dabei mitanpacken will, aber er wird von den Arbeitern ausgenommen, während Kate durch den missverständlichen Namen eines Arbeiters glaubt, dass Wills sie betrügt. Harry trifft in einem Krankenhaus einen Mann, der ihm zum Verwechseln ähnlich sieht, mit dem er für einen Tag die Rollen tauscht. Der Prinz soll nun eine Gehirnoperation durchführen – mit tödlichem Ausgang, während der Gehirnchirurg auf Pippa trifft und mit ihr mitgeht, sodass sie glaubt, dass Harry sie wieder liebt und heiraten will, aber dann ist der Tausch vorbei. Beatrice und Eugenie besuchen ihre Mutter im Alpenort Verbier, wo Fergie eine Frühstückspension eröffnet hat und ihre Töchter als Chalet-Mädchen anstellt. Als Gäste kommen ihre Erzrivalinnen, zwei skandinavische Prinzessinnen, und der begehrte Junggeselle Graf Edoardo Mapelli Mozzi, in den sich Beatrice verliebt. In Anlehnung an das Märchen Aschenputtel gehen die Schwestern in Fergies 80er-Jahre-Klamotten auf eine Party, wo Beatrice mit Edoardo tanzt, der sich in sie verliebt, aber als sie gehen muss, hinterlässt sie nur eine Perücke. Am nächsten Tag im Chalet finden sie schließlich zusammen und verloben sich unverzüglich. |           |                 |               |                     |                                           |
| 19 | 5         | Folge 5         | Episode 5     | 24. März 2020       | 1. Apr. 2020                              |
| Charles trifft die neue Managerin des Geschenkeladens seines Highgrove House, die ein Royals-Superfan ist und die Preise der Produkte aus seinem Garten absurd erhöht im Glauben, dass die Bürger bereit sein werden, jeden Preis zu zahlen, weil sie ihn lieben. Er macht zunächst mit, weil er sich geschmeichelt fühlt, aber muss dann einsehen, dass die Situation nicht tragbar ist, und feuert sie. Kate beschwert sich bei Pippa darüber, wie hart die royalen Pflichten sind, also begleitet diese sie zur Berkshire County Fair, wo Pippa die Aufmerksamkeit und Beliebtheit an sich reißt. Um zu zeigen, dass sie nicht langweilig ist, fordert Kate Pippa bei der Eröffnung eines Senioren-Tanzstudios zum Tanzduell, das Kate gewinnt. Indes erhält Wills Besuch von Anne, die plötzlich vor Freude strahlt, weil sie einen neuen Freund hat: David Beckham. Als sie aber darum bittet, dass dieser zum Ritter geschlagen werden soll, glaubt Wills, dass der Fußballer sie nur ausnutzt. Durch eine E-Mail erkennt sie die Wahrheit an und wird wieder die Alte. Beatrice und Eugenie erhalten das Angebot, für jeweils eine Million Pfund die japanische Parfümfirma Diamond Dignity zu bewerben, unter der Bedingung, dass sie nicht mehr mit ihrer Mutter in Verbindung gebracht werden dürfen. Sie besuchen Fergie ein letztes Mal an dem Tag, an dem sie ihre Kampagne mit einem Livestream starten, den ihre Mutter vermasselt. Als sie eine zweite Chance erhalten, ist Eugenie schnell bereit, Fergie zu verabschieden, aber Beatrice lehnt ab, denn ihre Mutter muss bei ihrer Hochzeit dabei sein. Meghan findet heraus, dass es in der Königsfamilie Sklavenhalter gab und Harys Großvater ein Rassist ist, worauf sie ihn verlassen will. Nachdem Harry das verhindert, will sie stattdessen gemeinsam mit ihm nach Amerika umziehen. |           |                 |               |                     |                                           |
| 20 | 6         | Folge 6         | Episode 6     | 31. März 2020       | 1. Apr. 2020                              |
| Charles hat von Trump das Angebot erhalten und angenommen, König von Amerika zu werden, was Wills aufgrund Trumps Egomanie aber äußerst suspekt vorkommt. Meghan und Harry stellen in New York ein neues Kindermädchen ein: Pippa. Diese schreibt für Meghans Rede vor der UN gegen den Klimawandel in Mandarin, in der Meghan die Königsfamilie beleidigt und ihre Umerziehung in China ankündigt. Kate und Wills sind bei ihrem Besuch in Amerika so beliebt, dass Trump lieber sie zum Königspaar machen will, was sie aus Begeisterung für Amerika zunächst annehmen. Doch weil er die amerikanischen Bürger als zu selbständig für einen König ansieht, lehnt Wills wieder ab, worauf Trump aus Versehen schon vor der Krönung seinen wahren Grund verrät: Er wollte Großbritannien zum 51. Bundesstaat der USA machen. Bevor er verraten kann, dass dies Camillas Idee war, knockt sie ihn aus, und die Familie kehrt heim. Beatrice möchte unbedingt, dass ihr Vater sie zum Altar führt, aber der ist durch seine Rolle im Epstein-Skandal untragbar. Weil er verspricht, sich zu ändern, gibt sie ihm noch eine Chance und entscheidet sich für eine sehr kleine Hochzeit am Standesamt. Als er dort mit einer jungen Prostituierten aufkreuzt, lässt Beatrice sich von ihrer Mutter zum Altar führen. Zur Hochzeitsfeier erscheint schließlich die aus Amerika zurückgekehrte Familie und Wills hält eine Rede, warum das britische Volk die Monarchie braucht. |           |                 |               |                     |                                           |

## Krönungs-Special
Dieses Special behandelt die tatsächliche Krönung von Charles III., die am 6. Mai 2023 stattfand.
| Nr. (ges.) | Nr. (St.) | Deutscher Titel | Originaltitel      | Erstausstrahlung UK | Deutschsprachige Erstveröffentlichung (D) |
| ---------- | --------- | --------------- | ------------------ | ------------------- | ----------------------------------------- |
| 21         | 1         | –               | Coronation Special | 30. Apr. 2023       | –                                         |